# Abd al-Munim ar-Rifa’i
Abd al-Munim ar-Rifa’i, arab. ‏عبد المنعم الرفاعي‎ (ur. 1917 w Surze (Tyrze), zm. 17 października 1985 w Ammanie) – jordański dyplomata i polityk pochodzenia libańskiego, dwukrotny premier Jordanii w 1969 i 1970.

## Życiorys
Ukończył studia na uniwersytecie w Bejrucie, po czym w 1938 przeniósł się na stałe do Jordanii i tam podjął pracę urzędnika. W latach 1951–1953 był ambasadorem Jordanii w Iranie, w latach 1953-1957 - w Stanach Zjednoczonych, od 1957 do 1958 - w Libanie, następnie przez cztery lata w Wielkiej Brytanii. Od 1962 do 1965 kierował reprezentacją jordańską przy ONZ, zaś od 1966 do 1968 reprezentował swój kraj przy Lidze Państw Arabskich. W 1968 wszedł do rządu Jordanii jako minister spraw zagranicznych.
24 marca 1969 po raz pierwszy otrzymał od króla Husajna nominację na premiera Jordanii. Władca miał nadzieję, że ar-Rifa’i będzie w stanie z powodzeniem prowadzić działania na rzecz trwałego pokoju na Bliskim Wschodzie, w tym pomoże rozwiązać problem palestyński; palestyńskie organizacje zbrojne, radykalizując się, stawały się bowiem coraz większym zagrożeniem dla jordańskiej monarchii. Ar-Rifa’i nie spełnił oczekiwań Husajna i 12 sierpnia tego samego roku został zdymisjonowany, zastąpił go zwolennik dobrych stosunków z naserowskim Egiptem Bahdżat at-Talhuni, co miało dowodzić dobrej woli króla względem Palestyńczyków. Konflikt między władzami Jordanii a palestyńskimi organizacjami zbrojnymi nadal jednak narastał. W końcu czerwca 1970 ar-Rifa’i został premierem Jordanii po raz drugi; tym razem głównym postawionym przed nim zadaniem było doprowadzenie do zaprzestania ataków palestyńskich organizacji na oddziały armii jordańskiej. Wynegocjowane przez niego zawieszenie broni zakładało faktyczne przekazanie Palestyńczykom kontroli nad kilkoma miastami w kraju, na co król Husajn nie zgodził się. Po wybuchu nowych walk rząd został zdymisjonowany i zastąpiony gabinetem złożonym z oficerów, kierowanym przez brygadiera Muhammada Dawuda al-Abbasiego.